# Cà de' Tedioli
Cà de' Tedioli è una frazione del comune di Pavia posta ad est del centro abitato, verso Albuzzano.

## Storia
Ca' de' Tedioli (CC B340), comune della Campagna Sottana, documentato almeno dal XIV secolo ed era una comunità non infeudata, ma retta da un console, coadiuvato da un cancelliere salariato, mentre il consiglio generale veniva convocato solo per suddividere le imposizioni fiscali. Nel XVIII secolo assorbì gli ex comuni di Pelissera e Santa Croce. Ca' de' Tedioli è classificato come comune di terza classe del dipartimento d'Olona, del secondo distretto di Pavia nel 1805. Nel 1816 il comune venne al terzo distretto della provincia di Pavia, quello di Belgioioso. Con l'annessione al regno di Sardegna (1859) fu stabilito che il comune fosse retto da un consiglio di 15 membri e da una giunta formata da due persone e, dopo la proclamazione del regno d'Italia, con la legge del 1865, al consiglio e alla giunta fu affiancato un sindaco. Nel 1870 fu soppresso e unito ai Corpi Santi di Pavia, da cui fu staccato nel 1883, quando detto comune fu abolito, e unito a Fossarmato.
Nel 1939 tuttavia il governo fascista, spartendo il comune di Fossarmato fra Pavia e Cura Carpignano, accorpò la frazione di Cà de' Tedioli al capoluogo.

## Società

### Evoluzione demografica
- 60 nel 1751[1]
- 167 nel 1805[3]
- 234 nel 1853[4]
- 283 nel 1859[4]
- 276 nel 1861[8]